# شیربرنج

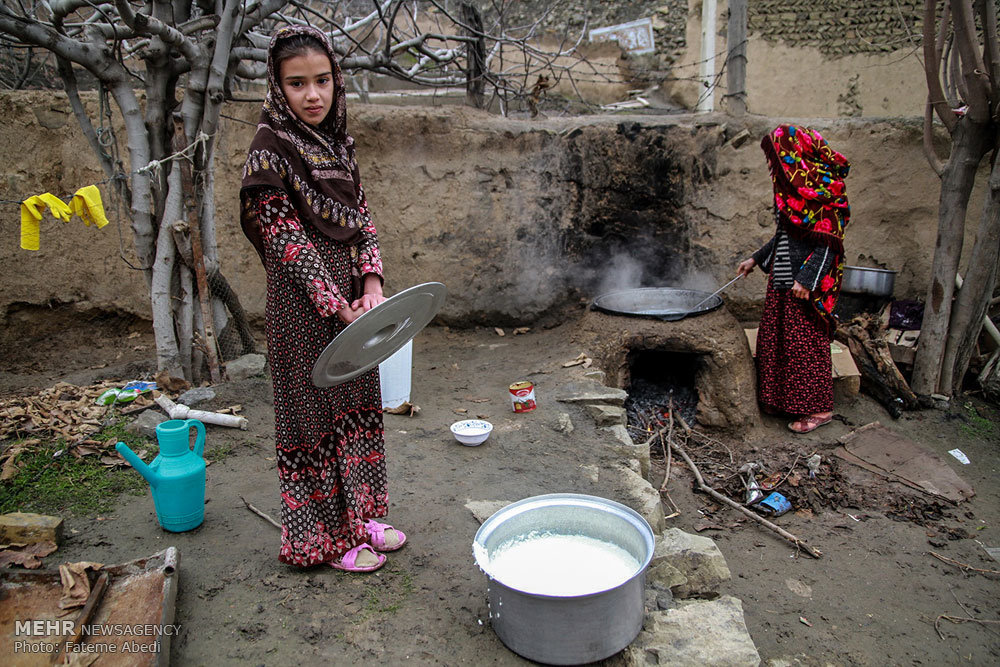
شیربرنج محلی در روستای دویدوخ خراسان شمالی

شیربرنج یا شیربا، یک نوع چاشت می باشد که از شیر و برنج  تهیه می‌ شود و بیشتر همراه با شکر و شیره خورده می‌شود و به آن «آش شیر» نیز می گویند. شیربرنج دسر است ولی بعضی ها به آن لقب آش میدهند

## تاریخچه
«شیربا» در شاهنامه فردوسی نیز به کار رفته‌است.
در مازندران مراسمی تحت عنوان تمنای باران وجود دارد که در یکی از آیین‌های آن، همهٔ اهالی روستا شیر و برنج جمع می‌کنند و با آن شیربرنج درست کرده، می‌خورند و مقداری از آن را با این باور که باران ببارد، روی پشت بام می‌ریزند.

## ارزش غذایی
شیربرنج به‌جهت دارا بودن شیر (منبع غنی از کلسیم) و برنج (سرشار از ویتامین‌های گروه ب) و همچنین طعم‌دهنده‌های مقوی و آرام‌بخش اعصاب مانند هل و گلاب، مفید است.

## دیگر
شیر برنج را می توان به صورت سرد و به صورت داغ نیز میل کرد. در هر دو صورت طعم خوشمزه خود را دارد. این غذا را می توانید برای صبحانه و حتی وعده های نهار و شام نیز طبخ نمایید.

## خواص شیر
حاوی خواص بسیار بی نظیری برای قلب و همچنین تحکیم استخوان ها می باشد.